# Coslédaà-Lube-Boast
Coslédaà-Lube-Boast ist eine französische Gemeinde mit 376 Einwohnern (Stand 1. Januar 2022) im Département Pyrénées-Atlantiques in der Region Nouvelle-Aquitaine (vor 2016: Aquitanien). Die Gemeinde gehört zum Arrondissement Pau und zum Kanton Terres des Luys et Coteaux du Vic-Bilh (bis 2015: Kanton Lembeye).
Die Bewohner werden Coslédanois oder Coslédanoises genannt. Der Name in der gascognischen Sprache lautet Còuledan-Lube-Boast.

## Geographie
Coslédaà-Lube-Boast liegt ca. 30 km nördlich von Pau in der Region Vic-Bilh in der historischen Provinz Béarn.
Umgeben wird Coslédaà-Lube-Boast von den Nachbargemeinden:
|                   | Sévignacq                                   | Lannecaube       |
| Sévignacq         | Kompassrose, die auf Nachbargemeinden zeigt | Lussagnet-Lusson |
| Monassut-Audiracq | Escoubès                                    |                  |

Coslédaà-Lube-Boast liegt im Einzugsgebiet des Flusses Adour. Die Gemeinde wird durchquert von zwei Nebenflüssen des Lées, dem Ruisseau de Couilhet und dem Petit Lées, hier auch Laas genannt, der zudem im Gemeindegebiet entspringt. Ein Zufluss des Laas, der Lasset, und einer seiner Zuflüsse, der Plassot, bewässern ebenfalls das Gebiet der Gemeinde.

## Geschichte
Die Gemeinde Coslédaà-Lube-Boast geht auf einen Zusammenschluss von Coslédaà und Lube im Jahre 1833 und auf einen weiteren Zusammenschluss mit Boast im Jahre 1843 zurück.
Die ehemaligen Gemeinden sind auf einem ehemals sumpfigen Gelände gegründet worden, das im Mittelalter trockengelegt werden konnte. Erste Erwähnungen der drei Gemeinden erfolgten 1385 anlässlich einer Volkszählung im Béarn. Dabei wurden in Coslédaà 13, in Lube drei und in Boast zehn Haushalte gezählt und die Zugehörigkeit aller drei Gemeinden zur Bailliage von Lembeye festgehalten.
Toponyme und Erwähnungen von Coslédaà waren
- Cosladaa und Cosledan (1385 bzw. 1402, Volkszählungen im Béarn),
- Cosledaas en Bearn (1424, Verträge von Carresse),
- Cosledaa (1750, Karte von Cassini),
- Cosledaa und Cosleda (1793 bzw. 1801, Notice Communale) und
- Coslédàa (1863, Dictionnaire topographique Béarn-Pays basque).[4][5][6]

Eine Erwähnung von Lube gab es 1546 in einer Manuskriptsammlung des Béarn in der Form Luba.
Toponyme und Erwähnungen von Boast waren
- Booast (1385, Volkszählung im Béarn) und
- Boaast (1548, Manuskriptsammlung des Béarn).[5]

Coslédaà und Boast zählten zu einer Grundherrschaft, die wiederum vom Grundherr von Sévignacq abhängig war. Zwischen 1385 und 1538 gab es in Coslédaà zusätzlich ein Laienkloster. Der Grundherr von Lube war abhängig vom Baronat von Lannecaube.

### Einwohnerentwicklung
Nach einem Höchststand von über 850 Einwohnern in der Mitte des 19. Jahrhunderts ist die Einwohnerzahl von kurzen Wachstumsphasen abgesehen bis zur Jahrtausendwende auf einen bisherigen Tiefststand von 312 Einwohnern um insgesamt über 60 % zurückgegangen. Seitdem hat sich die Zahl der Bewohner stabilisiert und steigt wieder an.
| Jahr      | 1962 | 1968 | 1975 | 1982 | 1990 | 1999 | 2006 | 2009 | 2022 |
| --------- | ---- | ---- | ---- | ---- | ---- | ---- | ---- | ---- | ---- |
| Einwohner | 375  | 344  | 323  | 328  | 319  | 312  | 331  | 362  | 376  |

## Sehenswürdigkeiten

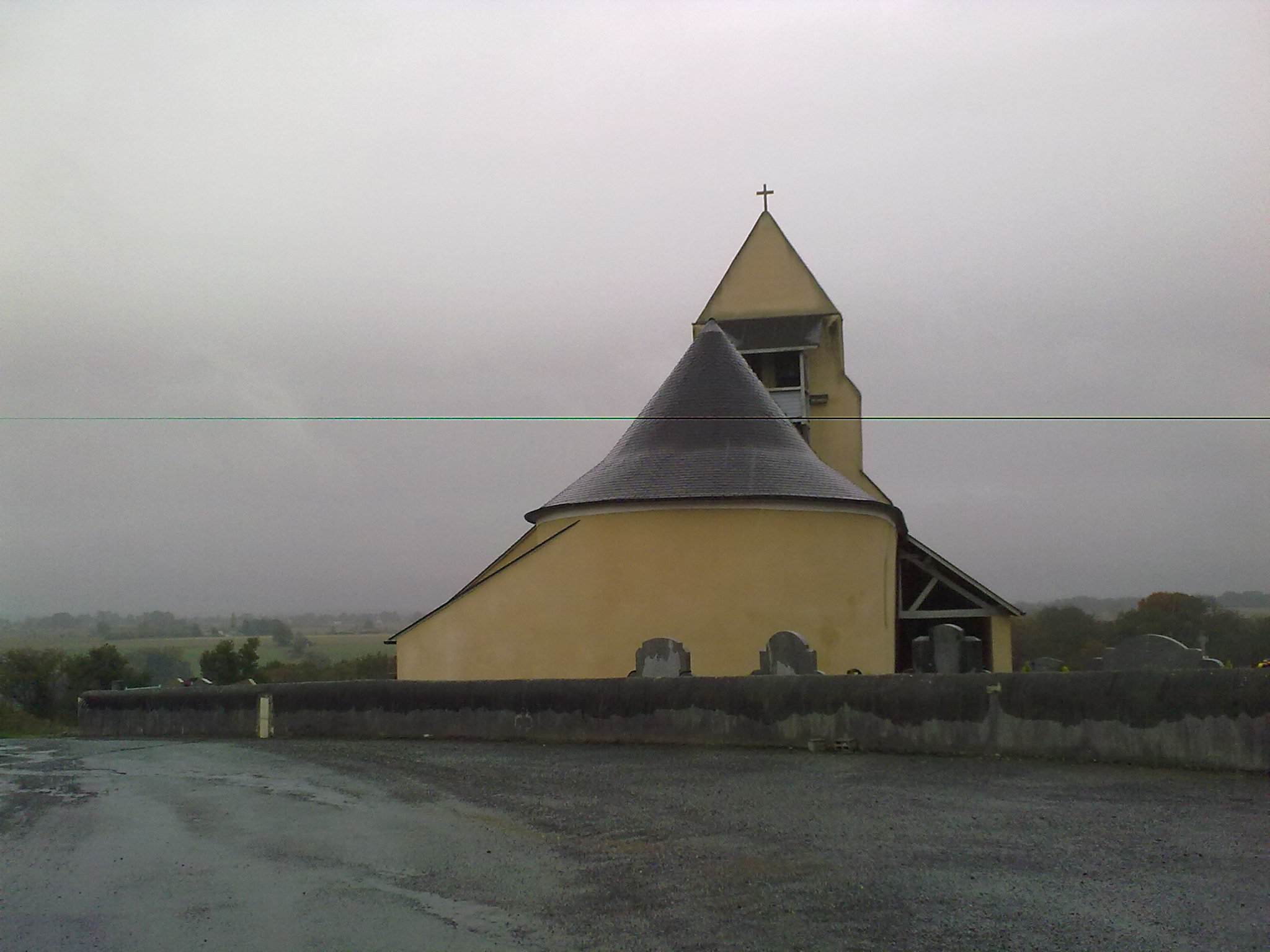
Ortskirche Saint-Laurent von Coslédaà

- Ortskirche von Coslédaà, gewidmet Laurentius von Rom. Sie ist wahrscheinlich romanischen Ursprungs aus dem 11. Jahrhundert, erfuhr aber mehrere Umbauten, insbesondere im 18. Jahrhundert, wie die gravierte Jahreszahl 1725 auf dem Schlussstein über der Eingangstür aufzeigt. Das Langbau besteht aus einem Kirchenschiff und besitzt einen Glockengiebel. 1835 wurde die Kirche letztmals restauriert.[8]

- Kirche von Boast, gewidmet Mariä Himmelfahrt. Sie ist eine kleine Kirche romanischen Ursprungs aus dem 12. Jahrhundert. Ihr Langbau bestand ursprünglich aus einem Kirchenschiff. Andere architektonische Elemente der heutigen Kirche, wie Tür, Fenster und das Seitenschiff kamen im 16. Jahrhundert bei einem Umbau hinzu. Sie besitzt wie die Kirche in Coslédaà auch den für die Region typischen Glockengiebel. Die Kirche wurde letztmals im 19. Jahrhundert restauriert.[9]

- Schloss von Coslédaà. Das ursprüngliche Schloss wurde im 13. oder 14. Jahrhundert erbaut. Clément de Batz-Diusse besaß die Grundherrschaft zwischen 1734 und 1746. Auf der Karte von Cassini 1750 ist das Schloss unter dem Namen „Herran“ eingetragen. 1780 kam es in den Besitz der Familie Elissalde, die möglicherweise einen Neubau des Herrensitzes veranlassten und dem heutigen Schloss zum Aussehen verhalfen. Die Anlage weist mit drei Gebäuden, die einen Hof einrahmen, die Form eines U auf. Sie hat heute die Funktion eines Bauernhofs.[10][11]

- Schloss von Lendresse-Boast. In der Mitte des 17. Jahrhunderts erbaut, war es ursprünglich das Gebäude des Laienklosters, das auch die Kirche von Boast besaß. 1630 wurde es in ein Adelssitz umgewandelt zugunsten von Théophile de Lendresse, der wahrscheinlich das Schloss erbauen oder umbauen ließ. Auf der Karte von Cassini 1750 ist das Schloss eingetragen, das in den Besitz der Familie bis zur Französischen Revolution verblieb. Zu Beginn des 20. Jahrhunderts wurde das Gebäude aufgestockt und umfänglich umgestaltet.[12][13]

## Wirtschaft und Infrastruktur
Die Landwirtschaft ist auch heutzutage der wichtigste Wirtschaftsfaktor der Gemeinde.

### Bildung
Die Gemeinde verfügt über eine öffentliche Grundschule mit 23 Kindern im Schuljahr 2016/2017.

### Verkehr
Coslédaà-Lube-Boast wird durchquert von den Routes départementales 227 und 228.